# Avenida Diagonal Pedro Aguirre Cerda

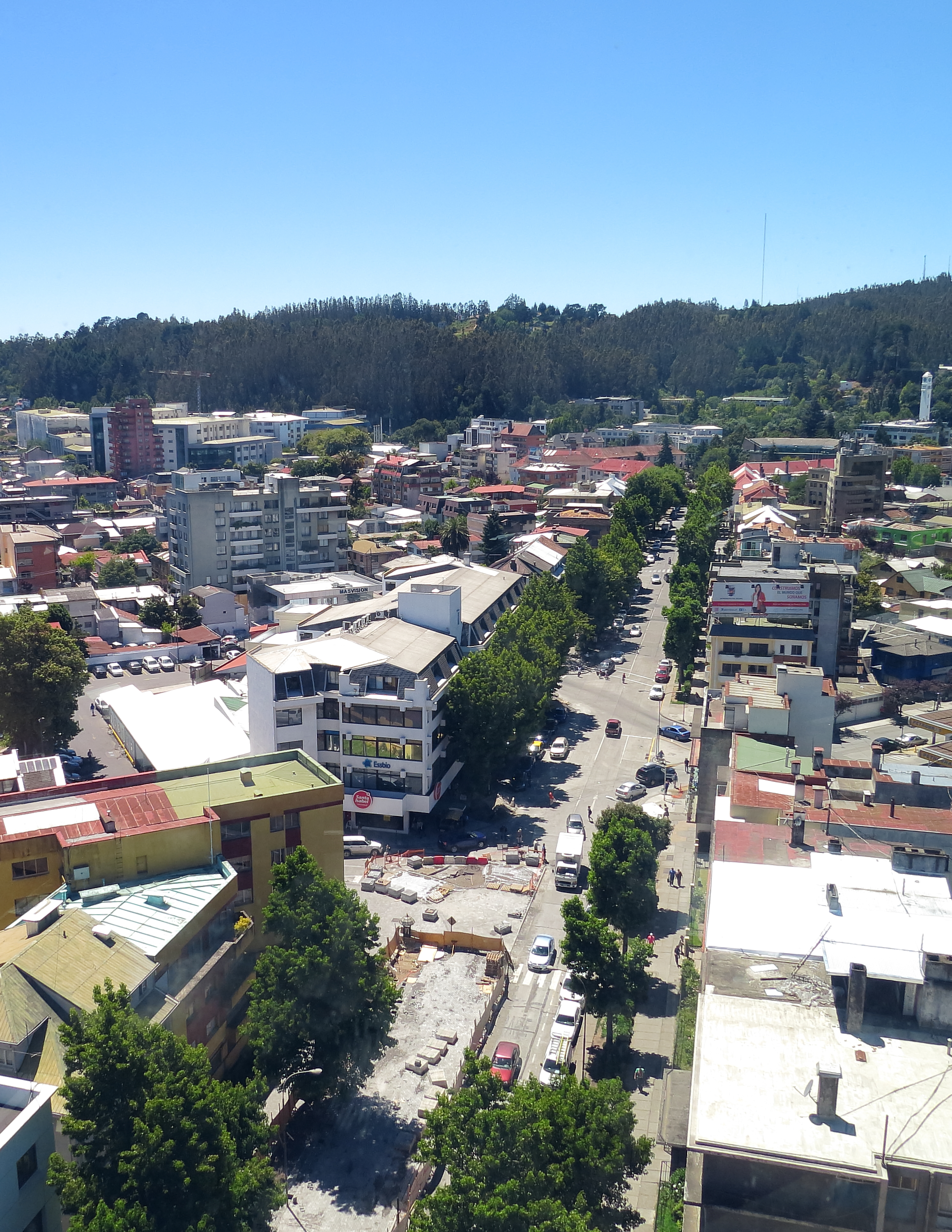
Avenida Diagonal Pedro Aguirre Cerda durante su remodelación iniciada en diciembre de 2012

La Avenida Diagonal Pedro Aguirre Cerda, Diagonal Pedro Aguirre Cerda, o simplemente "La Diagonal" es una arteria vial de Concepción, Chile, que une el Palacio de los Tribunales de Justicia de la ciudad con la Plaza Perú. Es una importante eje de conexión dentro de la ciudad. La calle lleva el nombre del pedagogo, abogado, político y presidente chileno Pedro Aguirre Cerda.

## Historia
Esta calle fue proyectada y construida luego del Terremoto de Chillán de 1939, con el fin de unir la Ciudad Universitaria con el centro de Concepción.

## Ubicación y Trayecto

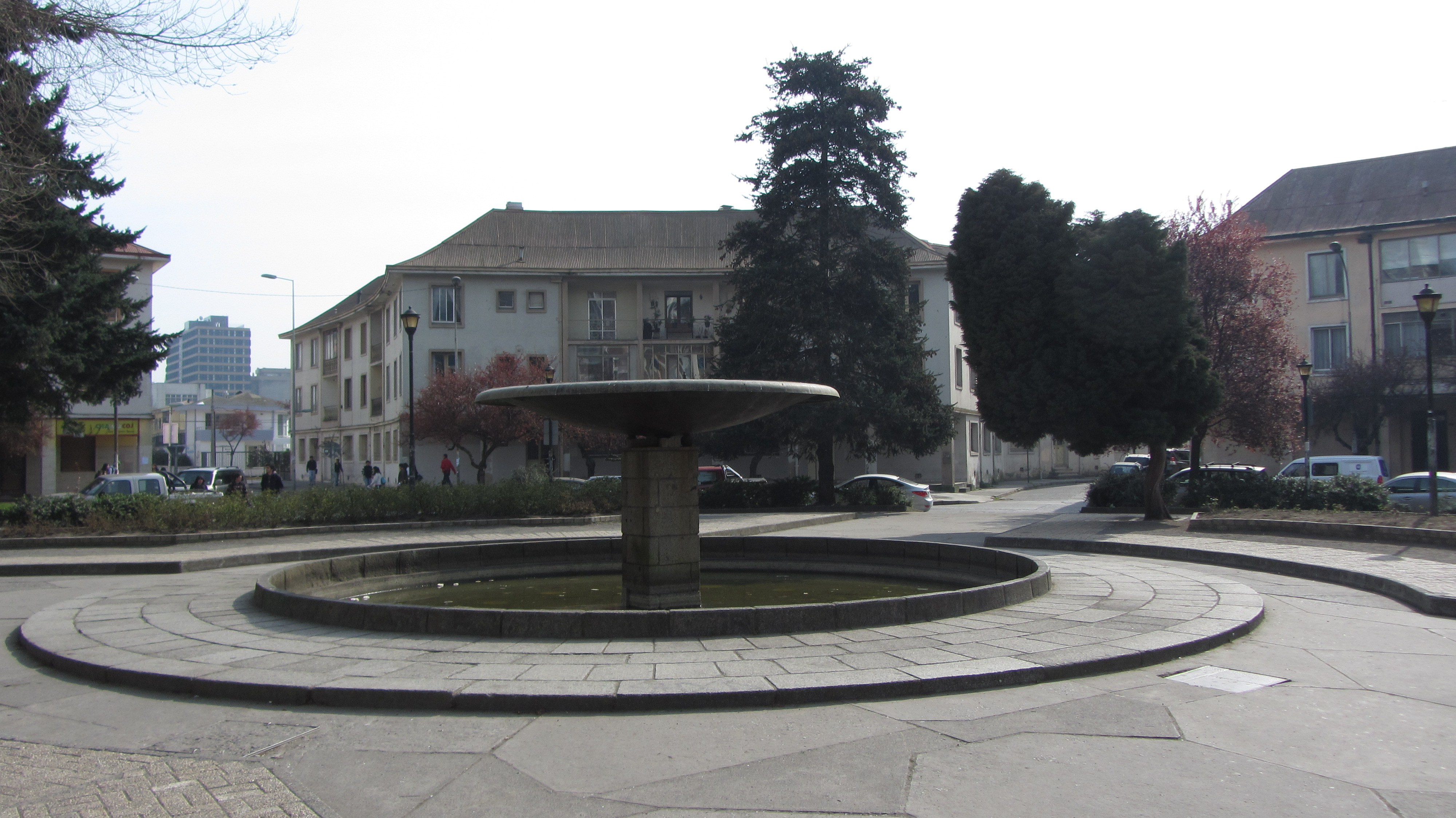
La Plaza Perú en 2012. A la izquierda, la Avenida Paicaví. Más a la izquierda, fuera de imagen, comienza la Diagonal.

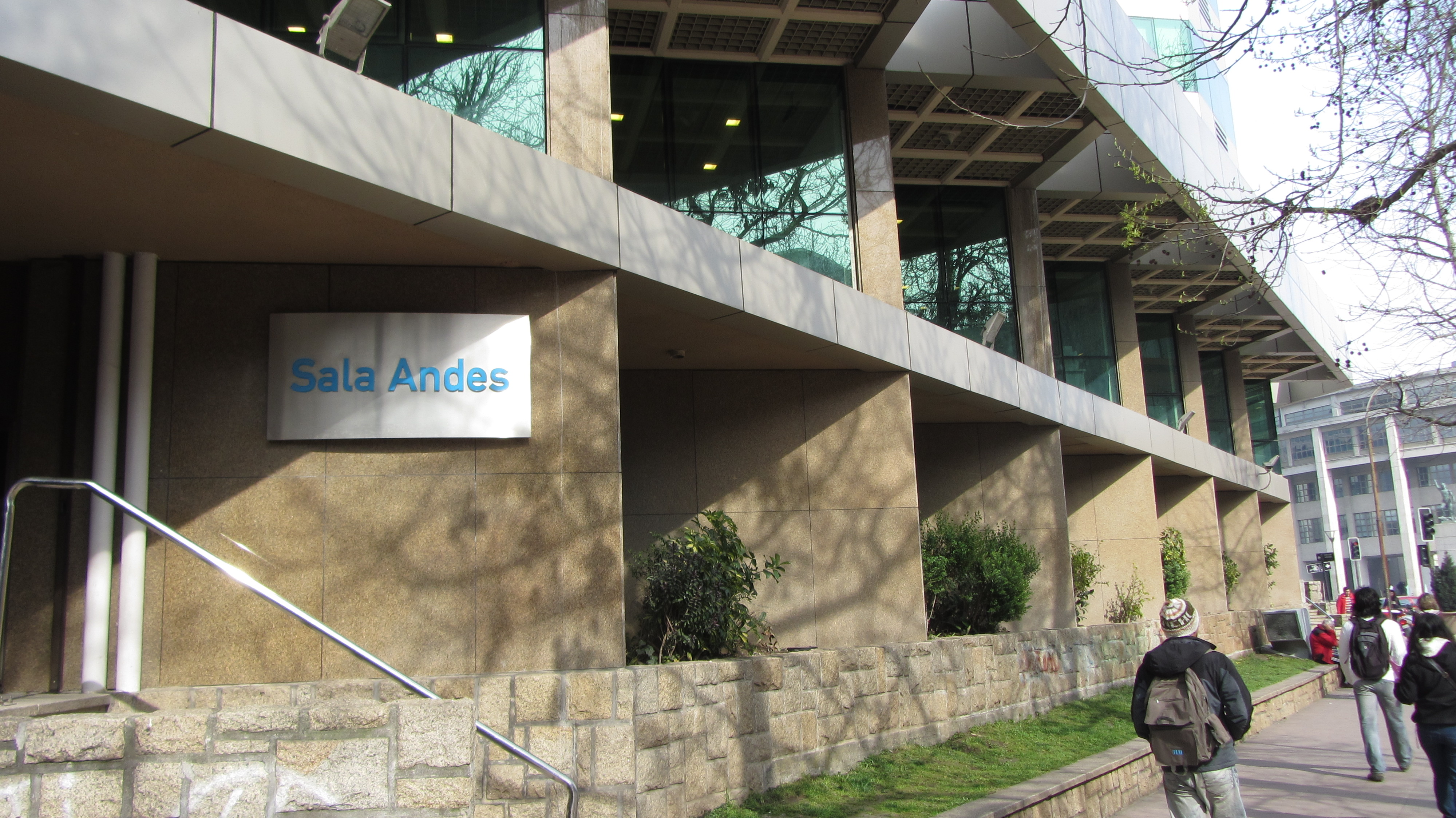
Sala Andes en 2012, sala de espectáculos ubicada en la Diagonal

La Avenida Aguirre Cerda se inicia en el cruce de Avenida O'Higgins con Calle Tucapel, frente al Palacio de Tribunales. Continúa como una línea recta hasta conectarse con Plaza Perú. En su trayecto modifica muchas de las calles que siguen la estructura de damero del resto del centro de Concepción, por lo que hay edificios con bastantes singularidades en su ubicación. 
En su inicio tiene carriles en dirección poniente, pero en el cruce de Calle Orompello y Calle José de san Martín, posee dos carriles dirección oriente y dos en dirección poniente, los que continúan hasta la Plaza Perú.

## Prolongación
- Al oeste (O) con Avenida Libertador Bernardo O'Higgins
- Al este (E) con Avenida Chacabuco

## Puntos relevantes
- Palacio de los Tribunales de Justicia de Concepción, en la Plaza René Schneider
- Sala Andes
- Plaza Perú

- Datos: Q5713541